# Crocus ochroleucus
Crocus ochroleucus là một loài thực vật có hoa trong họ Diên vĩ. Loài này được Boiss. & Gaill. miêu tả khoa học đầu tiên năm 1859.